# アダム・オズボーン
アダム・オズボーン（Adam Osborne、1939年3月6日 - 2003年3月18日）は、アメリカ合衆国でコンピュータ関係の企業を経営した実業家である。世界初の商業的に成功したポータブルコンピュータであるOsborne 1を世に送り出したことで知られる。

## 若年期
オズボーンは1939年3月6日にタイのバンコクで、イギリス人の父とポーランド人の母の間に生まれた。父のアーサー・オズボーンは、チュラーロンコーン大学で東洋の宗教と哲学の講師をしていた。家族全員がタミル語に堪能であった。彼は第二次世界大戦中は母親と一緒に南インドで過ごした。彼は6年生までコダイカナルの学校に通っていた。1950年、オズボーン一家はイギリスに移住した。11歳から、ウォリックシャーにあるカトリックの寄宿学校で教育を受けた。
1961年にバーミンガム大学で化学工学の学士号を取得した。大学卒業後に渡米し、1968年にアメリカのデラウェア大学で博士号を取得した。この間にコンピュータのプログラミングを覚えた。その後、カリフォルニア州のシェル石油で化学技術者としての職を得たが、3年で解雇された。

## 出版業
オズボーンは、コンピュータの読みやすいマニュアルに特化した出版社・オズボーン・アンド・アソシエイツを1972年に設立し、コンピュータの本の分野の先駆者となった。オズボーン・アンド・アソシエイツは、1977年までに40タイトルの本を出版した。1979年、同社はマグロウヒルによって買収され、「マグロウヒル・オズボーン」のブランドとして存続した。また、オズボーン自身も何冊か執筆しており、そのうちの1つ、An Introduction To Microcomputers（邦訳『マイクロコンピュータ入門 <1> 入門編』マイテック、1978）は30万部を売り上げた。

## コンピュータ

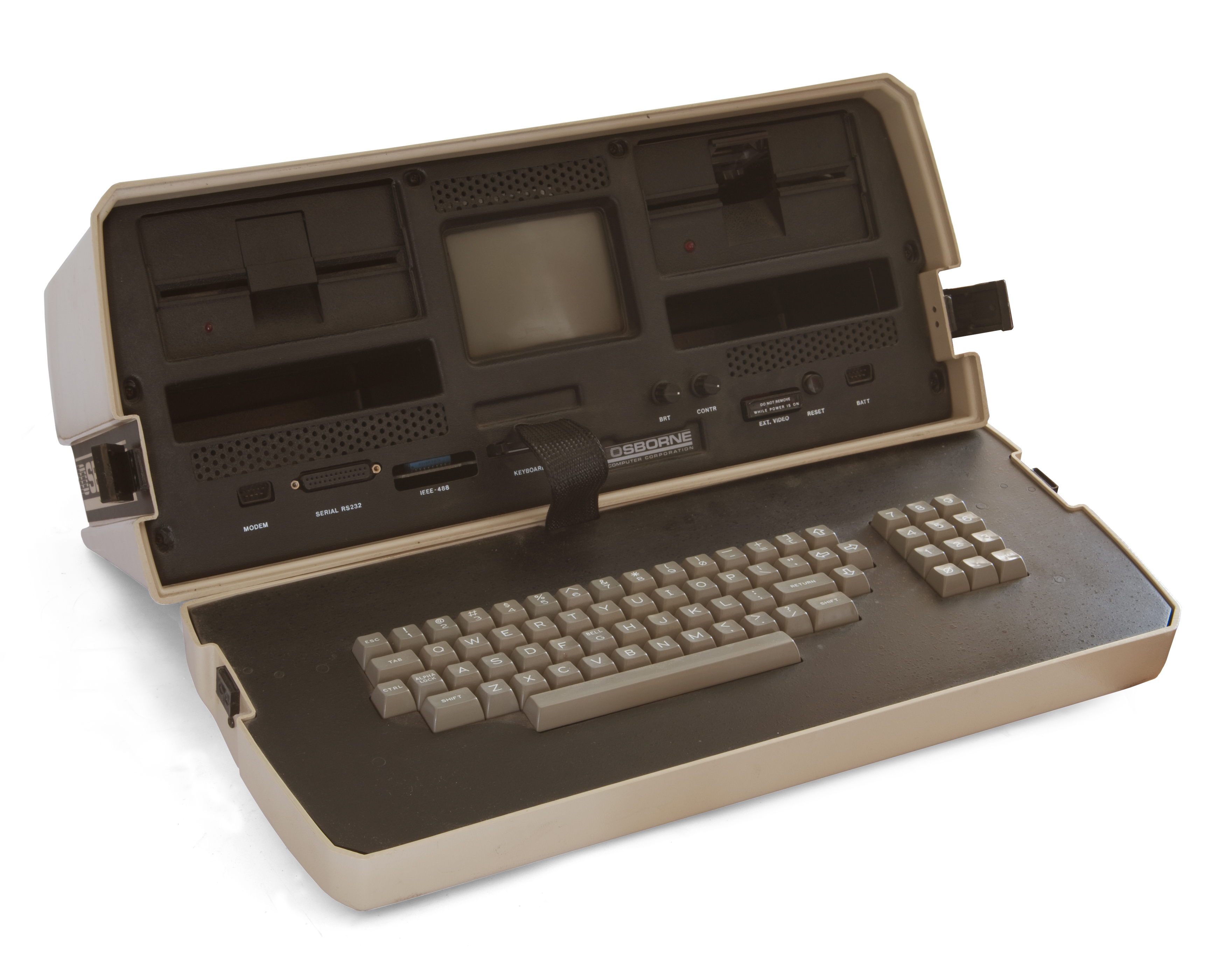
Osborne 1

オズボーンは、1975年に設立されたホームブリュー・コンピュータ・クラブの設立メンバーであり、その会合に頻繁に参加していた。
彼は1979年にオズボーン・コンピュータを設立し、世界初の商業的に利用可能なポータブルコンピュータ、Osborne 1を1981年4月にリリースした。飛行機の座席の下に収まるほど小さく設計されており、重さが24.5ポンド（12 kg）、価格が1795ドルで、重さ・価格とも、同等の機能を持つ他社のコンピュータの半分程度だった。オペレーティングシステム(OS)として、当時は一般的だったCP/Mがインストールされていた。オズボーン社は、ピーク時には1か月で1万台のOsborne 1を出荷した。オズボーンは、当時は趣味のためのものと思われていたパーソナルコンピュータに、趣味以外の世界に広い市場があることを理解した最初の人物の1人だった。Osborne 1には、ワープロソフトや表計算ソフトがバンドルされていた。IBMがOSやモニター、さらにはモニター用のケーブルを別々に販売していた当時、オズボーン社のPCはハードウェアとソフトウェアがバンドルされていた。
コンピュータ業界でのアダム・オズボーンの経験は、彼の新しい会社に対する信頼性を与えた。
オズボーン社の広告は、交通インフラにおけるヘンリー・フォードの影響力をパーソナルコンピュータ市場におけるアダム・オズボーンの影響力と比較したものだった。
1983年初頭、オズボーンは同社で開発中の次世代のコンピュータについて発言した。これにより、消費者はOsborne 1を買い控えるようになり、その結果として在庫過剰が生じ、1983年9月13日にオズボーン社は破産に追い込まれた。新製品の情報を事前に発表することが、既存製品への需要を減少させるというこの現象は、オズボーン効果として知られている。ただし、オズボーン社の破産の真の原因はオズボーン効果ではなく、品質管理の低下と不十分なキャッシュフローであったとする説もある。

### Hypergrowth
オズボーン社の破産後の1984年、彼はジョン・C・ドヴォラックとの共著で回顧録 Hypergrowth: The Rise and Fall of the Osborne Computer Corporation（邦訳『ハイパーグロース：「オズボーンコンピュータ」の興亡』工学社、1988）を発表し、ベストセラーとなった。

## ソフトウェア
オズボーンは1984年に、安価なコンピュータソフトウェアに特化した会社、ペーパーバック・ソフトウェア・インターナショナル社を設立した。その広告はオズボーン本人を前面に出したもので、「ソフトウェア会社の価格設定と同じロジックを電話会社が適用した場合、電話は600ドルの費用がかかるだろう」と主張したものだった。その製品の1つに、Lotus 1-2-3の安価なクローンであるVP-Plannerがあった。1987年、ロータスはペーパーバック社を訴えた。この提訴の結果、ペーパーバック・ソフトウェア社は消費者の信頼を失い、1989年には収益が80%減少し、ベンチャーキャピタルからの資金調達ができなくなった。1990年2月、この訴訟は法廷で争われ、6月28日、裁判所はペーパーバック社の製品がLotus 1-2-3のルック・アンド・フィール・インターフェースをコピーしたものであり、ロータス社の著作権を侵害しているとの判決を下した。同年、オズボーンはペーパーバック社の社長を退任し、同社は解散した。ペーパーバック社のデータベースソフトであるVP-Infoは、別の会社が販売権を取得し、Sharkbaseの名前で現在でも販売されている。
1992年に、人工知能に取り組むNoetics Software社を設立したのが、彼の最後の事業となった。

## 私生活と死
オズボーンはメンサの会員だった。
彼は2度結婚し、2度離婚した。オズボーンには3人の子供がいる。2人の元妻と子供たちは、彼の死去時に存命だった。
1992年、オズボーンは健康の衰えのため、インドに戻ってきた。彼は、頻繁に軽い脳卒中を誘発する脳疾患に苦しんでいた。彼は2003年3月18日に、インド・コダイカナルで睡眠中に死亡した。64歳だった。